# Justine Greening
Justine Greening (ur. 30 kwietnia 1969 w Rotherham) – brytyjska ekonomistka i polityk, była członkini Partii Konserwatywnej. W latach 2005–2019 posłanka do Izby Gmin z okręgu wyborczego Putney. W gabinecie Davida Camerona minister transportu (2011–2012), minister rozwoju międzynarodowego (2012–2016). Od 14 lipca 2016 do 24 lipca 2019 minister edukacji i minister ds. kobiet i równości w gabinecie Theresy May.

## Życiorys

### Wykształcenie i kariera zawodowa
Jest absolwentką ekonomii na University of Southampton, posiada także dyplom MBA uzyskany w London Business School. Posiada uprawnienia certyfikowanej księgowej i przed rozpoczęciem kariery politycznej pracowała w działach księgowo-finansowych kilku dużych firm, m.in. PricewaterhouseCoopers czy GlaxoSmithKline.

### Działalność polityczna
Po raz pierwszy wzięła czynny udział w wyborach w roku 2001, kiedy to bez powodzenia startowała w barwach Partii Konserwatywnej do Izby Gmin z okręgu wyborczego Ealing, Acton and Shepherd's Bush. W 2005 wystartowała w innym londyńskim okręgu, Putney, gdzie udało jej się pokonać reprezentującego tę część stolicy od dwóch kadencji parlamentarzystę Partii Pracy, Tony’ego Colmana. Wkrótce po swoim wyborze Greening awansowała także w hierarchii partyjnej, obejmując stanowisko wiceprzewodniczącej (co w polskiej terminologii odpowiada zastępczyni sekretarza generalnego) Partii Konserwatywnej ds. młodzieży. Należała także do tzw. rządu cieni (o ile członkowie gabinetu cieni są w Wielkiej Brytanii opozycyjnymi odpowiednikami członków Gabinetu, w rządzie cieni (shadow ministry) znajdują się także „cienie” wiceministrów), gdzie zajmowała się najpierw kwestiami finansów publicznych, a później problemami aglomeracji londyńskiej. W marcu 2010 została szefową regionalnego sztabu wyborczego konserwatystów w Londynie przed zbliżającymi się wyborami parlamentarnymi.
Po zwycięstwie jej stronnictwa w tych wyborach i powstaniu koalicyjnego rządu z Liberalnymi Demokratami, Justine Greening trafiła do resortu skarbu (co odpowiada ministerstwom finansów w większości państw kontynentalnej Europy), gdzie objęła stanowisko jednego z wiceministrów, z tytułem sekretarza ekonomicznego Skarbu (Economic Secretary to the Treasury). W październiku 2011 została awansowana na członka Gabinetu i mianowana szefową resortu transportu, którego dotychczasowy minister Philip Hammond został przeniesiony do resortu obrony. Podczas rekonstrukcji gabinetu we wrześniu 2012 została ministrem ds. rozwoju międzynarodowego. Po wygranych przez konserwatystów wyborach w 2015 roku zachowała dotychczasowe stanowisko. W trakcie kampanii przed referendum w 2016, opowiadała się za pozostaniem Wielkiej Brytanii w Unii Europejskiej. Od 14 lipca 2016 do 24 lipca 2019 była ministrem edukacji i ministrem ds. kobiet i równości w gabinecie Theresy May.
3 września 2019 znalazła się grupie 21 konserwatywnych posłów, którzy zostali zawieszeni w prawach członków partii za głosownie przeciwko rządowemu projektowi ustawy dotyczącej wystąpienia Zjednoczonego Królestwa z Unii Europejskiej. Tego samego dnia ogłosiła, że nie będzie się ubiegać o reelekcję w najbliższych wyborach parlamentarnych.

### Życie prywatne
Była związana z Markiem Clarkiem politykiem Partii Konserwatywnej i kandydatem do Izby Gmin. W 2016 ogłosiła, że pozostaje w związku z kobietą.